# Joanna Kaczor-Bednarska
Joanna Marika Kaczor-Bednarska (ur. 16 września 1984 we Wrocławiu) – polska siatkarka, reprezentantka Polski, grająca na pozycji atakującej. Brązowa medalistka mistrzostw Europy 2009, dwukrotna mistrzyni Polski (2009, 2011).

## Kariera
Karierę rozpoczęła w Gwardii Wrocław. Potem przez kilka lat uczyła się i trenowała w Stanach Zjednoczonych, najpierw w College of Southern Idaho, gdzie zdobyła tytuł Mistrza USA i tytuł najlepszej siatkarki kraju w swojej kategorii. Potem trafiła do drużyny USC Trojans, który reprezentuje Uniwersytet Południowej Kalifornii, gdzie jej trenerem były szkoleniowiec reprezentacji USA, Mick Haley. Po trzech latach w trakcie sezonu 2007/2008 dołączyła do Gwardii i wraz z tym klubem awansowała do PlusLigi Kobiet. Po sezonie przeniosła się do MKS-u Muszynianki Fakro Muszyna, z którą zdobyła swój pierwszy tytuł Mistrza Polski.
W kadrze seniorskiej znalazła się po raz pierwszy w 2003 r., powołana przez trenera Andrzeja Niemczyka, ale nie odgrywała tam poważnej roli. Po powrocie z USA Kaczor była jedną z największych gwiazd I ligi, a jej dobrą grę dostrzegł Marco Bonitta, powołując ją do kadry narodowej na Igrzyska Olimpijskie w Pekinie. Mimo słabego kolejnego sezonu powołał ją także następny trener kadry Jerzy Matlak, na mistrzostwa Europy, które odbywały się w Polsce we wrześniu 2009 r.
W tej ostatniej imprezie była wyróżniającą się zawodniczką, a efektem tego było przejście do drużyny beniaminka włoskiej Serie A1 Rebecchilupa Piacenza. Po niezbyt udanych występach we Włoszech wróciła jednak do Polski i w sezonie 2010/2011 zdobyła kolejne mistrzostwo Polski z Bankiem BPS Muszynianką Fakro Muszyna. W sezonie 2012/2013 została zawodniczką Tauronu MKS Dąbrowa Górnicza, a następnie powróciła do rodzimego klubu – Impelu Wrocław.
Zakończyła karierę po sezonie 2016/2017, współpracowała z Akademią Siatkówki Kadziewicz Siezieniewski Dobrowolski. Od 2018 roku pracuje w Polskiej Agencji Antydopingowej (POLADA) w Warszawie. Równocześnie od sezonu 2019/2020 komentuje w Polsacie Sport mecze polskiej ekstraklasy siatkarek oraz reprezentacji Polski kobiet.

## Sukcesy klubowe
Mistrzostwo Polski:
- 2009, 2011
- 2012, 2013, 2014
- 2016

Puchar Polski:
- 2011, 2013

Superpuchar Polski:
- 2011, 2012

## Sukcesy reprezentacyjne
Mistrzostwa Świata Kadetek:
- 2001

Mistrzostwa Europy Juniorek:
- 2002

Mistrzostwa Świata Juniorek:
- 2003

Puchar Piemontu:
- 2009

Mistrzostwa Europy:
- 2009

## Nagrody indywidualne
- 2009: Najlepsza atakująca Pucharu Piemontu